# Chiaramontestil

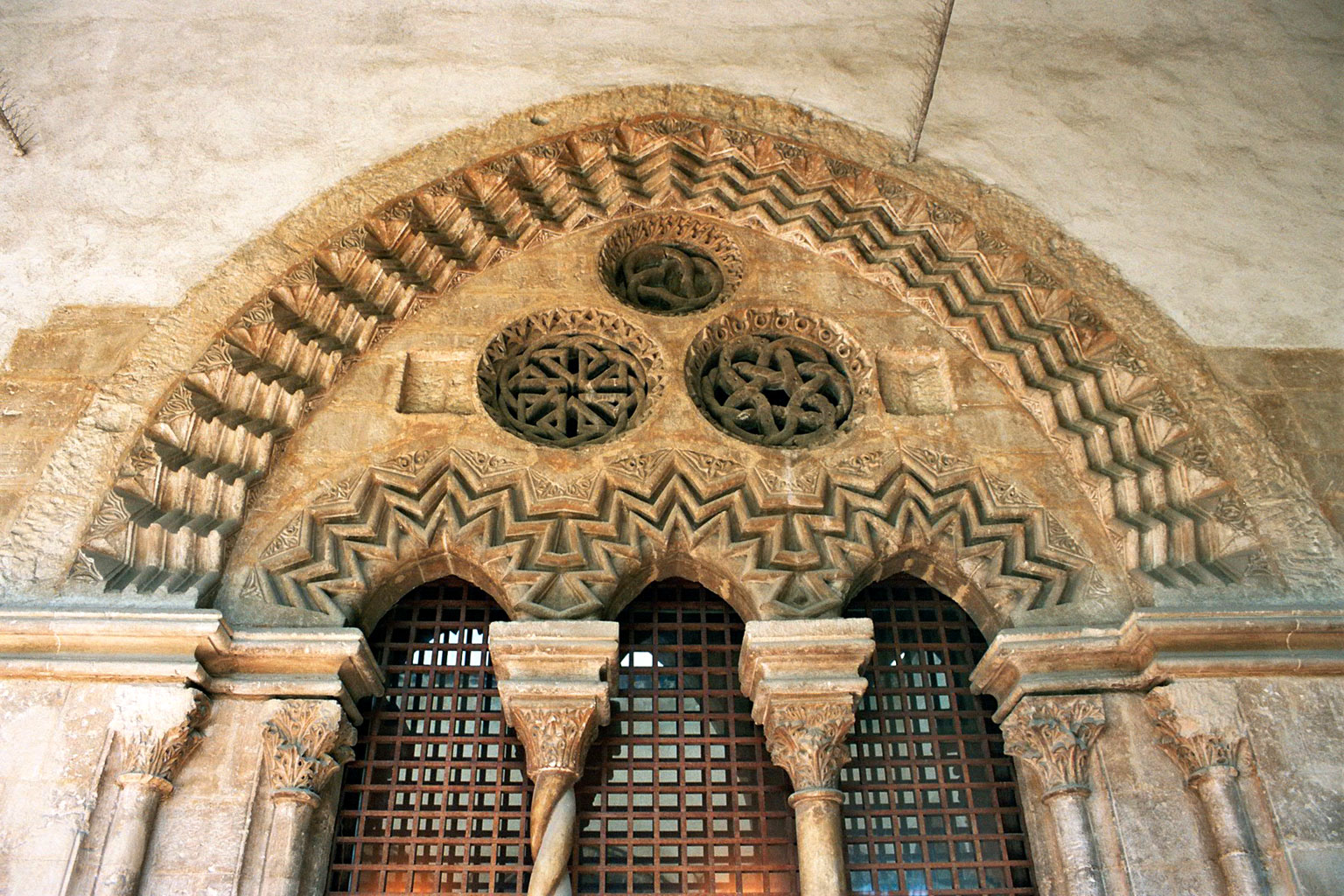
Fenster im Innenhof des Palazzo Chiaramonte in Palermo

Der Chiaramontestil ist ein gotischer Baustil des 14. Jahrhunderts in Sizilien. 
Charakteristisch für diesen Stil sind die Kubusform der Paläste, deren Erdgeschoss zu Verteidigungszwecken meist fensterlos war, und die Betonung von Fenstern und Türen durch eine Verzierung beispielsweise in Form breiter Bänder mit einem Zickzackmuster. 
Benannt wurde dieser Stil nach dem Adelsgeschlecht der Chiaramonte, die in diesem Jahrhundert eine der einflussreichsten Familien Siziliens war und deren Palazzo Chiaramonte in Palermo ein frühes Beispiel für diesen Baustil ist.
Weitere Beispiele für den Chiaramontestil sind der Palazzo Sclafani in Palermo, der Palazzo Mergulese Montalto in Syrakus, das Kloster Santo Spirito in Agrigent und die Chiesa Madre von Erice.

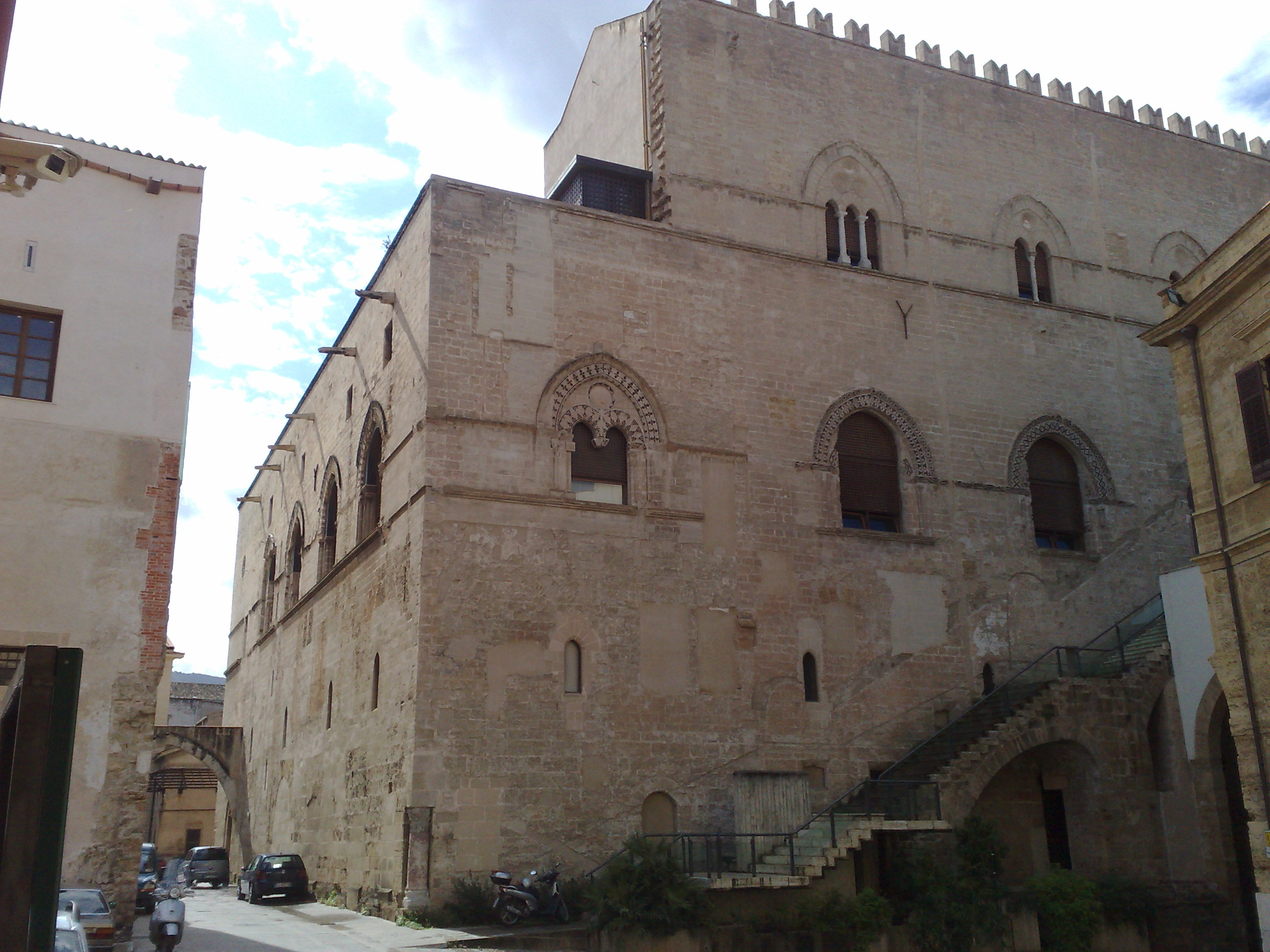
Palazzo Chiaramonte in Palermo
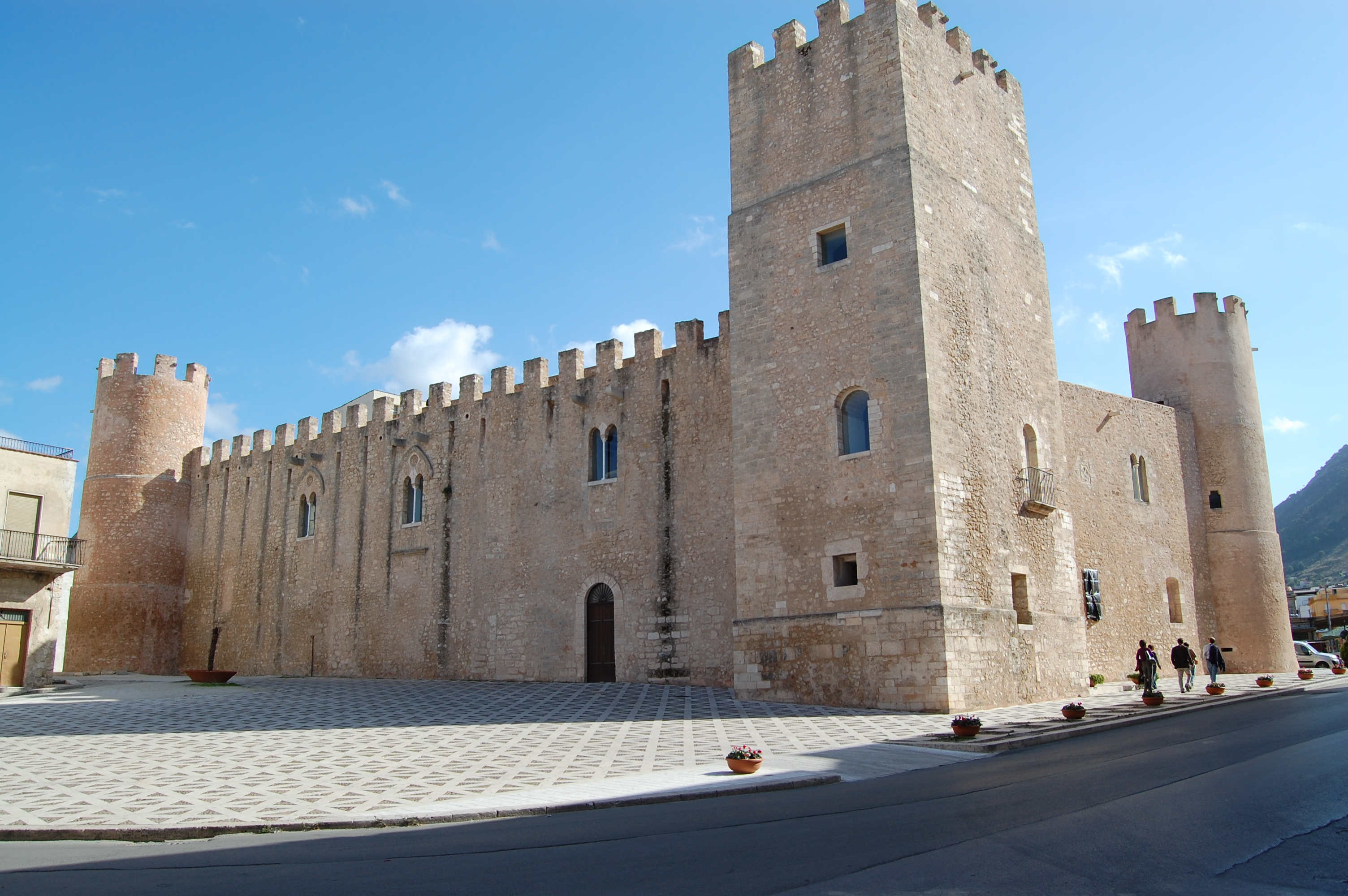
Castello di Alcamo (1350 von Enrico und Federico Chiaramonte errichtet)
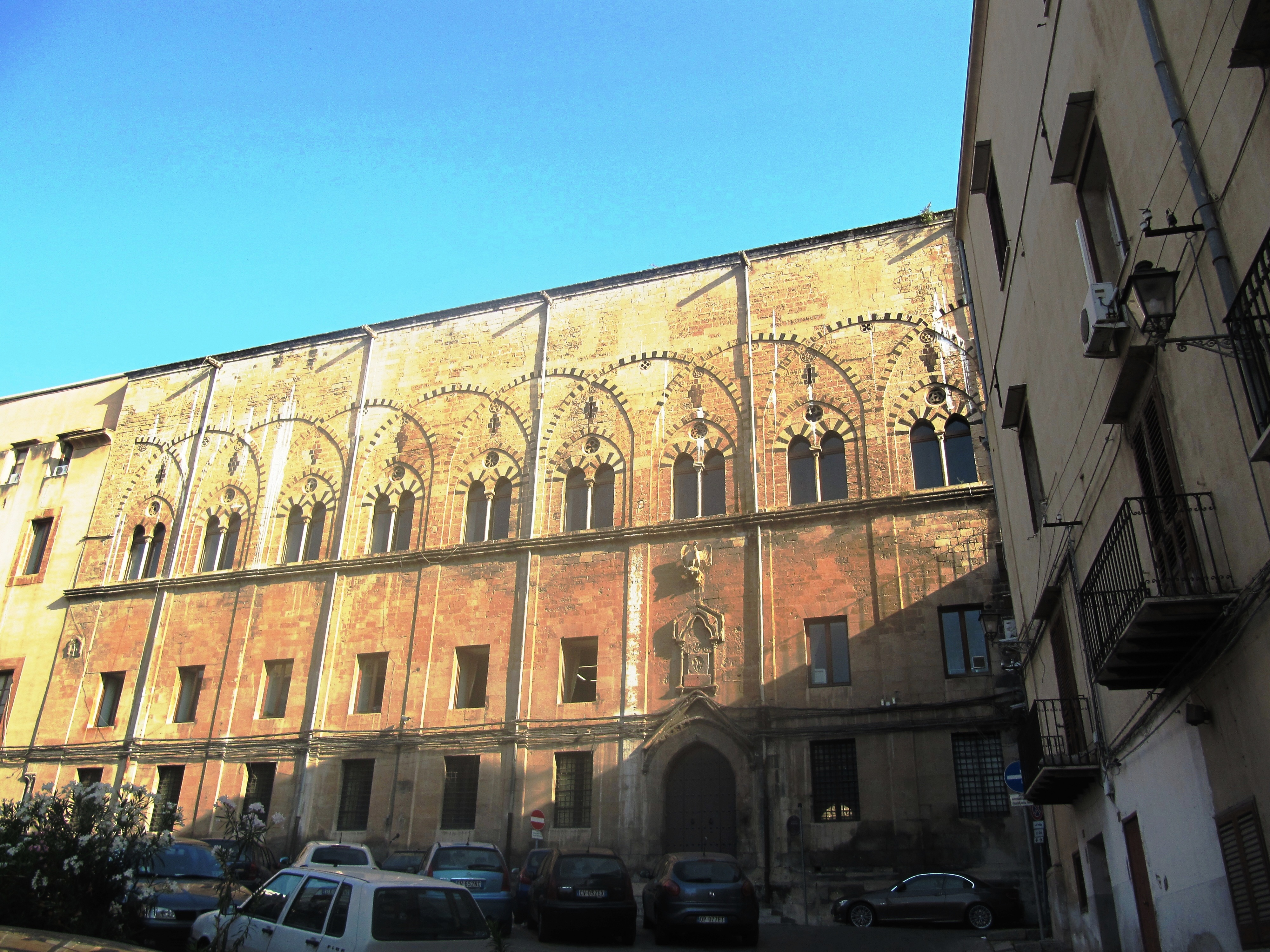
Palazzo Sclafani in Palermo
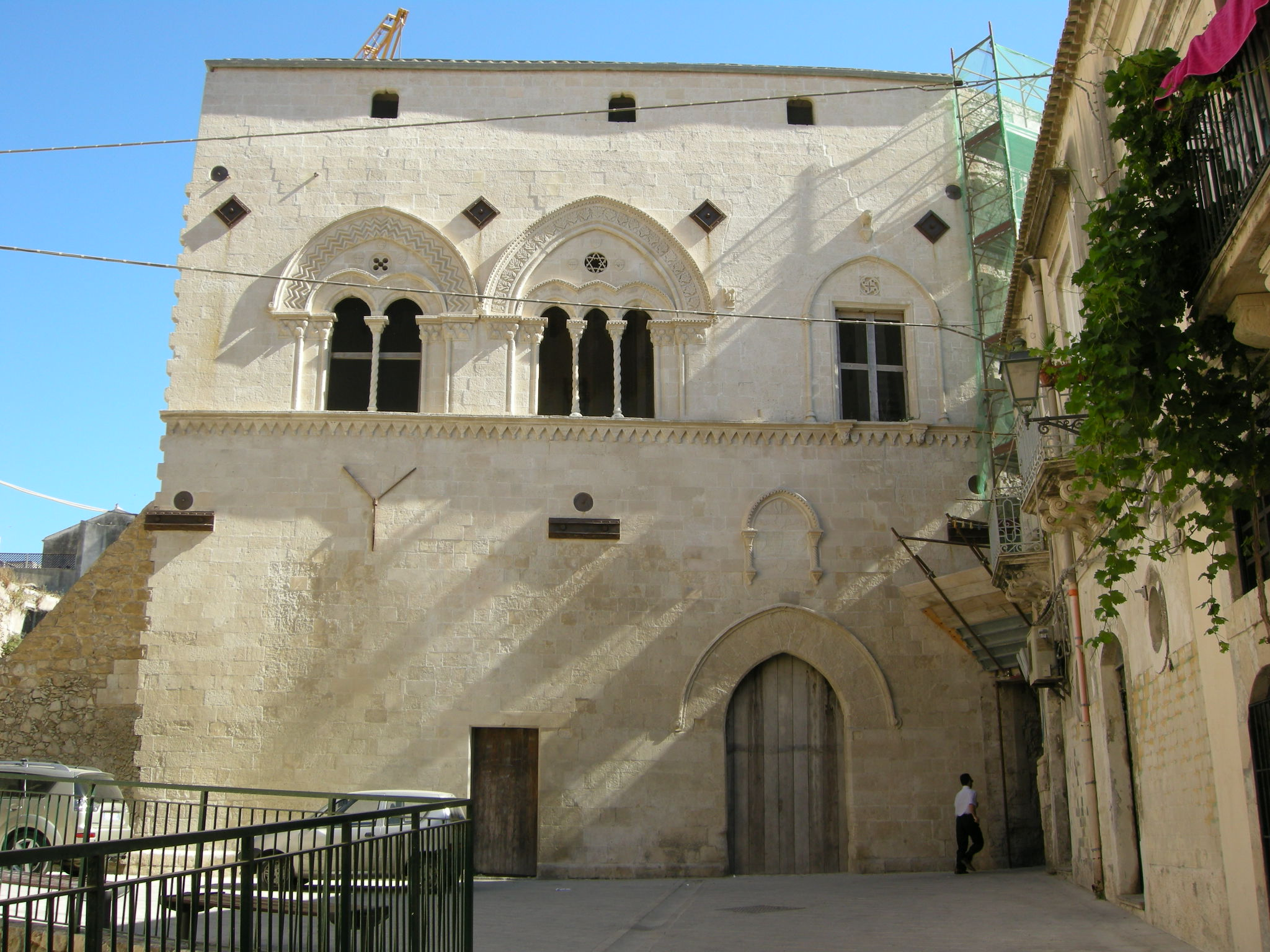
Palazzo Montalto in Syrakus
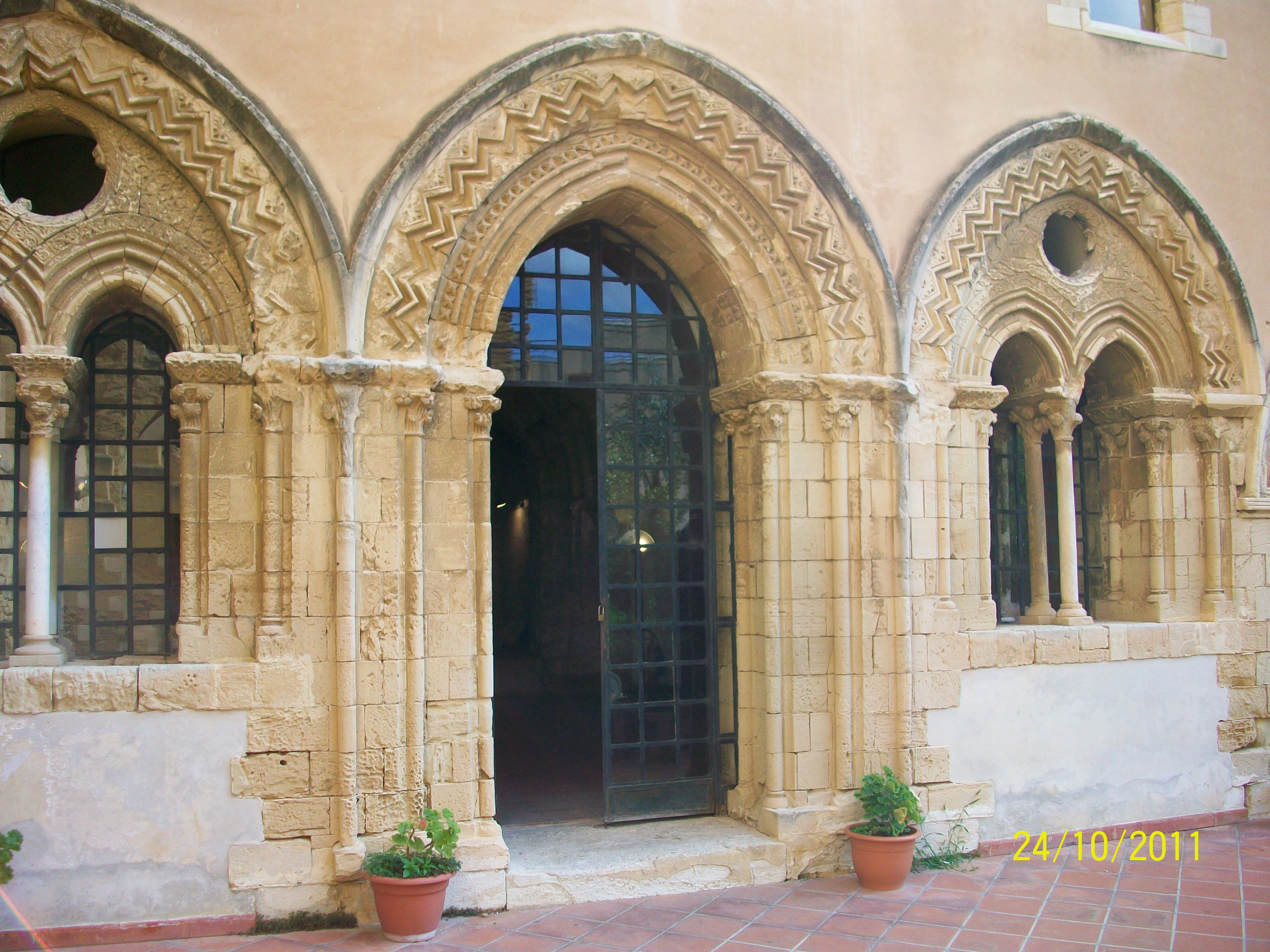
Kloster Santo Spirito in Agrigent
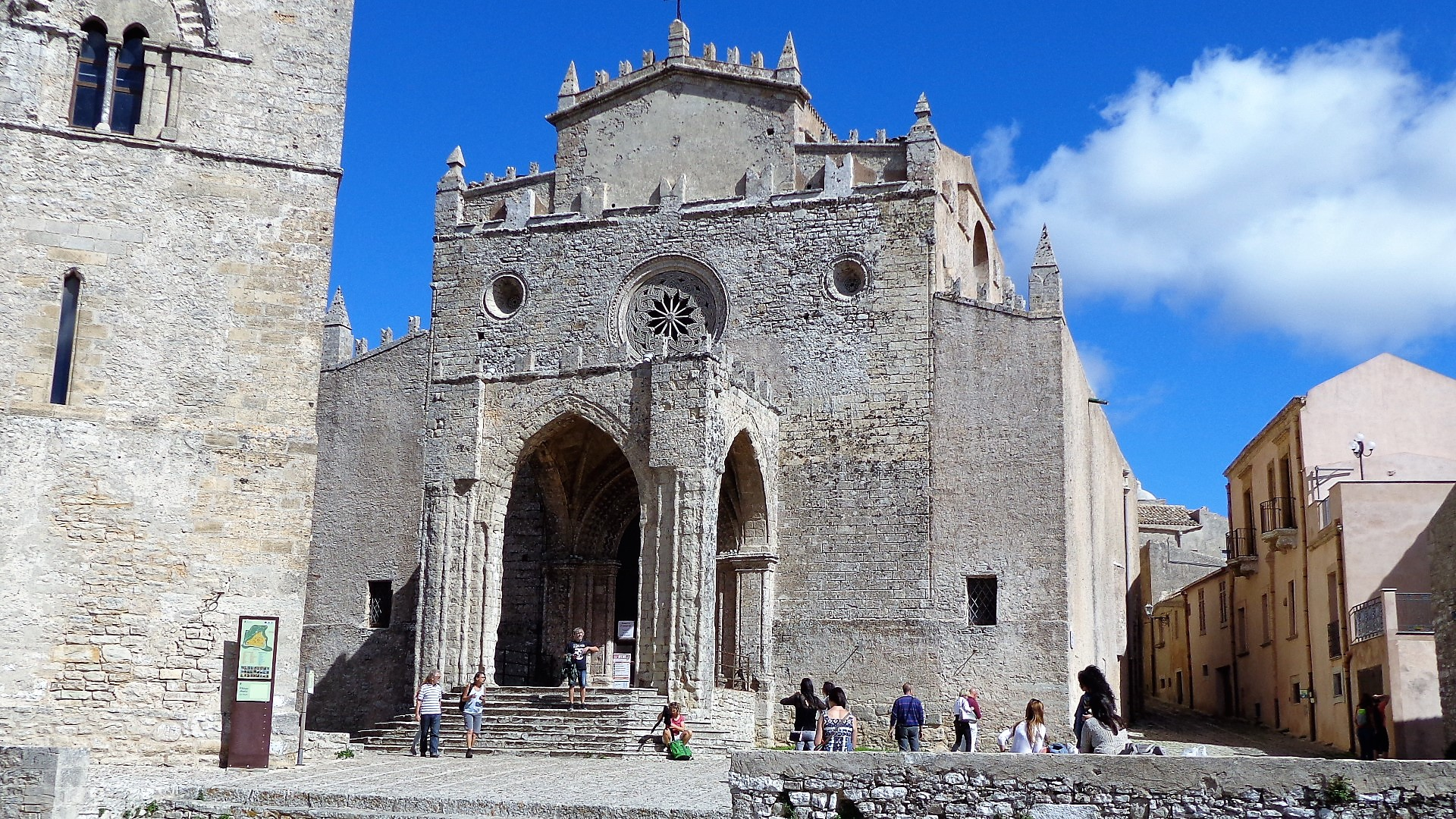
Chiesa Madre von Erice